# Amirteo
Amirteo, o Amenirdis en demótico Imn ir di-sw, “Dado por el dios Amón”; en arameo Mwrtys; hipotéticamente su nombre egipcio sería Ameirdisu; en griego: Ἀμύρταῖος, romanizado: Amyrtaios y en latín: Amyrtaeus), es el único faraón de la dinastía XXVIII de Egipto; reinó de 404 a 398 a. C.
Según Julio Africano y Eusebio de Cesarea, Amirteos de Sais, reinó 6 años. Se le denomina Amyrtes en la versión armenia de Eusebio.
Venció a los ocupantes persas de Egipto liderando una rebelión a principios del reinado de Artajerjes II. 
Se le conoce gracias a la información aportada en documentos griegos, como la Crónica Demótica y los Papiros Arameos de la comunidad judía en Elefantina.
En la Crónica Demótica se lee: "El primer rey que vino después de los extranjeros Medos (persas) fue el faraón Amenirdis" 
Amirteo sólo consiguió dominar una parte de Egipto. Su muerte se registra en el Papiro Arameo de Brooklyn. Le sucede Neferites I.

## Titulatura
| Titulatura | Jeroglífico | Transliteración (transcripción) - traducción - (referencias) |

| i | mn · n | i | A2 | ir · D37 · z |

| i | mn · n | i | A2 | ir · D37 · z |

| i | mn · n | i | A2 | ir · D37 · z |

| i | mn · n | i | A2 | ir · D37 · z |

| i | mn · n | i | A2 | ir · D37 · z |

| i | mn · n | i | A2 | ir · D37 · z |

| i | mn · n | i | A2 | ir · D37 · z |

| i | mn · n | i | A2 | ir · D37 · z |

| i | mn · n | i | A2 | ir · D37 · z |

| i | mn · n | i | A2 | ir · D37 · z |

| i | mn · n | i | A2 | ir · D37 · z |

| i | mn · n | i | A2 | ir · D37 · z |

| i | mn · n | i | A2 | ir · D37 · z |

| i | mn · n | i | A2 | ir · D37 · z |

| i | mn · n | i | A2 | ir · D37 · z |

| i | mn · n | i | A2 | ir · D37 · z |

| Predecesor: Darío II | Faraón Dinastía XXVIII | Sucesor: Neferites I |

- Datos: Q318000
- Multimedia: Amyrtaeus / Q318000